# لوپیناویر/ریتوناویر
لوپیناویر/ریتوناویر (به انگلیسی: Lopinavir/ritonavir) یک داروی ضد ویروس است که برای درمان ایدز استفاده می‌شود. این دارو در اصل ترکیبی از لوپیناویر و  ریتوناویر است. در  داروهای ضروری سازمان جهانی بهداشت است.